# Спољнотрговинска политика и спољнотрговинска размена у аграру Републике Српске
Спољнотрговинска политика и спољнотрговинска размена у аграру Републике Српске у  погледу вођења спољнотрговинске политике, а самим тим и мера у домену спољнотрговинске заштите, је на нивоу Босне и Херцеговине. У складу са тим Република Српска нема ниједан орган надлежан по питању спољне трговине и заштите домаће аграрне производње од више субвенционисаног и прекомерног увоза, као ни системе за увођење различитих мера које имају за циљ изједначавање услова на тржишту.

## Опште информације
Примарна пољопривредна производња је блиско повезана са прерађивачком индустријом, која се у Републици Српској у значајној мери ослања на сировине увозног порекла, због чега је спољнотрговински биланс пољопривредно-прехрамбених производа Републике Српске неповољан.
И извоз, као и увоз агроиндустријског сектора Републике Српске су расли у периоду од 2014. до 2018. година, био је подложан променама, па је тако:
- до 2017. године извоз је растао брже од увоза, тако да се дефицит смањивао,
- од 2017. године дефицит извоза се поново повећао и на крају 2018. године је био 589 милиона КМ, односно на нивоу приближном оном са почетка наведеног периода.

Из напред наведеног може се извести закључак да у погледу спољнотрговинске размене агроиндустријских производа није било значајнијих промена и да је Република Српска и на почетку 2020-их година остала високо зависна од увоза хране, са ниском покривеношћу увоза извозом (од 28% до 42%).
Висока зависност од увоза хране створила је додатну забринутост у време пандемије изазване  ковидом 19, нарочито у периоду када је међународна трговина била потпуно обустављена, односно отежана.

## Предлог мера
Министарство пољопривреде, шумарства и водопривреде Републике Српске је са становишта унапређења спољнотрговинског пословања и заштите домаће производње надлежном министарству на нивоу Босне и Херцеговине указивало на неколико кључних могућности попут: * разматрања увођења прелевмана:
- привремених забрана увоза,
- царинских оптерећења
- сезонских заштитних мјра
- успостављање ПТИС (пољопривредног тржишно-информационог система) на основу ког би се омогућило ефективно евидентирање и праћење кретања конкурентних роба, и тиме испуниле норме и захтеви с циљем активације постојећих одлука Одлука о мјерама заштите домаће производње од прекомјерног увоза и Одлука о поступку и начину утврђивања антидампиншке и компензаторне дажбине).[1]

Међутим, на упућене иницијативе од стране Владе Републике Српске и МПШВ Републике Српске с циљем решавања кључних питања у области спољнотрговинског пословања и заштите домаће пољопривредне производње, МВТиЕО Босне и Херцеговине није реаговало.

## Учешће Републике Српске у укупној размени БиХ
Учешће Републике Српске у укупној размени Босне и Херцеговине је било је:
- око 1/3 у извозу
- нешто више од 1/4 у увозу,
- док је учeшће у дефициту било око 24%.

На нивоу Босне и Херцеговине извоз агроиндустријских производа у укупном извозу је имао учешће од 7,4% до 10%, док је увоз био у распону од 15,9% до 18,6%.
Када је у питању спољна трговина агроиндустријским производима Босне и Херцеговине их је у  периоду од 2014. до 2018. године:
- увозила између 2,7 и 3,1 милијарде КМ,
- извозила између 662 милиона KM до 1,1 милијарде КМ.

Учешће агроиндустрије РС у укупном извозу на нивоу БиХ је био у распону од 2,5% до 3,6% посматрано у вредносном смислу, док се увоз кретао од 5% до 5,3%. 
|    |                                        | 2014.     | 2015.     | 2016.     | 2017.      | 2018       |
| -- | -------------------------------------- | --------- | --------- | --------- | ---------- | ---------- |
| 1. | Извоз агроиндустријског сектора РС     | 224.150   | 263.677   | 346.894   | 370.617    | 311.396    |
| 2. | Увоз агроиндустријског сектора РС      | 793.995   | 816.079   | 828.635   | 896.261    | 899.554    |
| 3. | Биланс агроиндустријског сектора РС    | -569.846  | -552.402  | -481.741  | -525.644   | -588.158   |
| 4. | Покривеност увоза извозом (%)          | 28,23     | 32,31     | 41,86     | 41,35      | 34,62      |
| 5. | Укупна БДП                             | 8.887.307 | 9.205.038 | 9.630.569 | 10.077.017 | 10.679.612 |
| 6. | Учешће извоза агроиндустрије у БДП (%) | 2,52      | 2,86      | 3,60      | 3,68       | 2,92       |
| 7. | Учешће увоза агроиндустрије у БДП (%)  | 8,93      | 8,87      | 8,60      | 8,89       | 8,42       |

## Структура извоза
Доминантно учешће у структури извоза агроиндустријских производа Републике Српске, у периоду од 2014. до 2018. године  имало је  јестиво воће и производи од јестивог воћа и производи на бази житарица.. Ове две групе производа чине скоро 1/4 вредности извоза агроиндустрије Републике Српске.
Поред производа биљног порекла, значајно учешће у структури извоза имају и млеко и други млечни производи.  
Десет група производа са највећим учешћем чине 81% укупног извоза Републике Српске, што у новчаној вредности у просеку износи око 245 милиона КМ. У начелу низак је степен извоза производа анималног порекла, само око 23% од укупног извоза.

## Структура увоза
Из структуре увоза у Републике Српске  видљиво је да се највише увозе житарице  остаци и отпаци од прехрамбене индустрије, припремљена храна за животиње  као и месо. Ове три групе чине 35% укупног увоза агроиндустријских производа. 
Десет група производа са највећим учешћем у укупном увозу чине око 77% укупног увоза Републике Српске, што је у новчаној вредности у просеку било око 651 милион КМ. У Републику Српску се увозе производи који се недовољно или уопште не производе у њој, као и производи веће фазе прераде који имају и већу цену на тржишту. 

## Либерализација спољне трговине
Либерализација спољне трговине и осцилације у обиму производње агроиндустријских производа имали су утицај и на кретање покривености увоза извозом. Кретање извоза и увоза агроиндустријских производа је имало симултано кретање, односно како је растао извоз, тако се повећавао и увоз, али са различитим интензитетом, што условљава и промене у укупном дефициту.
Република Српска има високо учешће агроиндустријских производа у спољнотрговинској размени, што указује на отвореност аграрног сектора. Општа слика је да постоји висока увозна зависност и константан дефицит, посматрано на укупном нивоу. Посебно је ниска заступљеност анималних производа у извозу, а нарочито меса и прерађевина од меса. Структура извоза и увоза указује и на неповољну производну структуру. Република Српска углавном увози производе веће фазе прераде, а извози производе нижег степена прераде, што се посебно уочава код анималних производа.